# Ravnica (gmina Nova Gorica)
Ravnica – wieś w Słowenii, w gminie miejskiej Nova Gorica. W 2018 roku liczyła 230 mieszkańców. 